# Scott Bradfield
Pour les articles homonymes, voir Bradfield.
Scott Michael Bradfield, né le 27 avril 1955 à San Francisco, est un essayiste, critique et romancier américain qui réside à Londres, en Angleterre,,. 

## Carrière
Il a enseigné à l'Université de Californie, à l'Université du Connecticut et à l'Université de Kingston et a écrit pour le Times Literary Supplement, Elle, The Observer, Vice et The Independent,. Le film Luminous Motion de 1998, dont il a écrit le scénario, est adapté de son premier roman, The History of Luminous Motion (1989). En 2020, Bradfield enseigne à l'Université Sainte-Marie de Twickenham (en) et au City Literary Institute (en).